# Positive News
Positive News é uma marca de média de jornalismo construtivo. Publica jornalismo independente online e impresso e tem como objetivo ajudar a criar um meio de notícias mais inspirador.

## Formato e circulação
A Positive News publica diariamente online em positive.news. A revista impressa é publicada trimestralmente com tiragem de 15.000 exemplares. Foi originalmente impressa em formato de jornal, antes de ser relançada como revista em janeiro de 2016.

## Editora
A Positive News é publicada pela Positive News Publishing Ltd, uma empresa sem fins lucrativos com uma equipa de trabalho remoto sediada no Reino Unido. A empresa é uma subsidiária da Positive News Limited, uma sociedade de benefício comunitário.

## História
A Positive News foi fundada em 1993 por Shauna Crockett-Burrows (1930–2012) como um jornal trimestral, e logo depois ela fundou o Positive News Trust, uma instituição de caridade educacional registada.
Em 2015, o presidente executivo da Positive News, Sean Wood, criou uma cooperativa como organização-mãe da editora Positive News. Os apoiantes da Positive News foram convidados a tornarem-se co-proprietários da nova cooperativa, através de uma oferta de ações comunitárias. Através da sua campanha de financiamento colectivo de 30 dias #OwnTheMedia, em junho de 2015, a Positive News recebeu investimentos de mais de 1500 dos seus leitores em 33 países, com idades compreendidas entre os 18 e os 89 anos, angariando mais de 260.000 libras. A Positive News foi a primeira organização de média do mundo a oferecer ações comunitárias globalmente por meio de financiamento coletivo. A sua campanha #OwnTheMedia foi também a primeira emissão de ações comunitárias a ser executada na plataforma de financiamento coletivo online Crowdfunder UK.
Em janeiro de 2016, a Positive News foi relançada como uma revista com maior ênfase na qualidade do jornalismo e no design da publicação.

## Jornalismo construtivo
A Positive News apoiou o estabelecimento de iniciativas editoriais semelhantes em todo o mundo, incluindo Noticias Positivas, que foi fundada na Argentina em 2003 por Andrea Méndez Brandam e na Espanha em 2002 pela Asociación de Noticias Positivas, e que é independente da Positive News.
Em 2014, a Positive News, em colaboração com o Constructive Journalism Project, estabeleceu o jornalismo construtivo como um campo reconhecido na indústria da comunicação social do Reino Unido, através da oferta de programas de formação a jornalistas e estudantes de jornalismo. A Positive News está entre um número crescente de organizações de comunicação social que praticam jornalismo construtivo.